# Liste des joueurs de l'Excelsior Mouscron
Cette liste reprend 292 joueurs de football qui ont évolué au Royal Excelsior Mouscron depuis la fondation du club. ATTENTION, les joueurs de l'actuel Royal Excel Mouscron (anciennement Mouscron-Péruwelz) ne peuvent pas être ajoutés à cette liste (sauf si, bien évidemment, ils ont aussi joué à l'Excelsior).
- Haut – A
- B
- C
- D
- E
- F
- G
- H
- I
- J
- K
- L
- M
- N
- O
- P
- Q
- R
- S
- T
- U
- V
- W
- X
- Y
- Z

## A
| Joueur               | Nationalité | Position          | Date de naissance | Période(s)           | Matches (dont D1) | Buts | Jaunes | Rouges |
| -------------------- | ----------- | ----------------- | ----------------- | -------------------- | ----------------- | ---- | ------ | ------ |
| Driss Akouz          | Belgique    | Défenseur         | 25/02/1976        | 1997-2000            | 0 (0)             | 0    | 0      | 0      |
| Jaycee John Akwani   | Bahreïn     | Attaquant         | 8/10/1985         | 2008-2010            | 46 (46)           | 12   | 5      | 0      |
| Alexis Allart        | France      | Attaquant         | 7/08/1986         | 2007-2008            | 2 (2)             | 0    | 0      | 0      |
| Paul Alo'o Efoulou   | Cameroun    | Attaquant         | 12/11/1983        | 2002-2003            | 11 (11)           | 1    | 0      | 0      |
| Jonathan Aspas       | Espagne     | Milieu            | 28/02/1982        | 2009-2010            | 15 (15)           | 2    | 7      | 0      |
| Mathieu Assou-Ekotto | France      | Milieu de terrain | 8/04/1978         | 1998-2000, 2007-2009 | 78 (78)           | 0    | 18     | 2      |
| Faruk Atalay         | Turquie     | ?                 | 18/03/1981        | 2004-2005            | 7 (7)             | 0    | 1      | 0      |

## B
| Joueur                 | Nationalité                      | Position          | Date de naissance | Période(s) | Matches (dont D1) | Buts | Jaunes | Rouges |
| ---------------------- | -------------------------------- | ----------------- | ----------------- | ---------- | ----------------- | ---- | ------ | ------ |
| Demba Ba               | Sénégal                          | Attaquant         | 25/05/1985        | 2006-2007  | 12 (12)           | 8    | 0      | 1      |
| François Baert         | Belgique                         | Gardien de but    | 4/01/1962         | 1980-1984  | 0 (0)             | 0    | 0      | 0      |
| Jean-Marie Baert       | Belgique                         | ?                 | 27/06/1942        | 1969-1970  | 0 (0)             | 0    | 0      | 0      |
| Nicolas Baert          | Belgique                         | Attaquant         | 5/02/1966         | 1986-1987  | 0 (0)             | 2    | 0      | 0      |
| Claude Bakadal         | France                           | Attaquant         | 19/03/1976        | 2000-2003  | 48 (48)           | 9    | 6      | 0      |
| Bernabé Ballester      | Espagne                          | Défenseur         | 12/02/1982        | 2007-2009  | 7 (7)             | 0    | 1      | 0      |
| Zoran Ban              | Croatie                          | Attaquant         | 27/05/1973        | 1997-2003  | 67 (67)           | 31   | 9      | 2      |
| Yannick Bariseel       | Belgique                         | ?                 | 6/12/1977         | 1997-1998  | 1 (1)             | 0    | 0      | 0      |
| Walter Baseggio        | Belgique                         | Milieu de terrain | 19/08/1978        | 2007-2010  | 41 (41)           | 6    | 8      | 0      |
| Olivier Baudry         | France                           | Défenseur         | 13/04/1970        | 1993-1995  | 59 (59)           | 19   | 4      | 0      |
| Tony Bauwens           | Belgique                         | ?                 | 4/09/1960         | 1984-1986  | 0 (0)             | 0    | 0      | 0      |
| Samir Beloufa          | Algérie                          | Défenseur         | 27/08/1979        | 2003-2005  | 52 (52)           | 0    | 10     | 0      |
| Yassine Benajiba       | Belgique                         | Milieu de terrain | 1/11/1984         | 2002-2006  | 19 (19)           | 0    | 4      | 0      |
| Cédric Berthelin       | France                           | Gardien de but    | 25/12/1976        | 2009-2010  | 10 (10)           | 0    | 0      | 0      |
| Sylvain Berton         | Belgique                         | ?                 | 8/04/1988         | 2008-2010  | 6 (6)             | 1    | 0      | 0      |
| Olivier Besengez       | Belgique                         | Défenseur         | 19/09/1971        | 1990-2007  | 346 (346)         | 3    | 55     | 5      |
| Sébastien Besengez     | Belgique                         | ?                 | 13/08/1973        | 1994-1996  | 2 (2)             | 0    | 0      | 0      |
| Philippe Beyls         | Belgique                         | ?                 | 14/04/1959        | 1984-1990  | 0 (0)             | 0    | 0      | 0      |
| Farid Bihhi            | France                           | Milieu de terrain | 17/02/1979        | 1999-2001  | 5 (5)             | 0    | 0      | 0      |
| Mattijs Blancke        | Belgique                         | ?                 | 27/08/1987        | 2006-2007  | 0 (0)             | 0    | 0      | 0      |
| Jonathan Blondel       | Belgique                         | Milieu de terrain | 3/04/1984         | 2000-2002  | 18 (18)           | 0    | 3      | 0      |
| Ibrahim Bohari         | République centrafricaine        | Attaquant         | 21/07/1978        | 1994-1998  | 46 (46)           | 5    | 3      | 0      |
| Gino Bossuyt           | Belgique                         | Attaquant         | 29/12/1965        | 1987-1988  | 0 (0)             | 0    | 0      | 0      |
| Nyengo Hervé Boto Loki | République démocratique du Congo | Milieu de terrain | 1/10/1982         | 1999-2000  | 1 (1)             | 0    | 0      | 0      |
| Rik Bouckaert          | Belgique                         | ?                 | 29/01/1966        | 1987-1988  | 0 (0)             | 0    | 0      | 0      |
| Luc Bourgeois          | Belgique                         | ?                 | 17/08/1967        | 1985-1994  | 70 (0)            | 4    | 4      | 0      |
| Marc Bourgeois         | Belgique                         | ?                 | 17/12/1970        | 1989-1995  | 80 (0)            | 0    | 2      | 0      |
| Karl Brandl            | Belgique                         | ?                 | 7/01/1991         | 2009-2010  | 0 (0)             | 0    | 0      | 0      |
| Geert Broeckaert       | Belgique                         | Milieu de terrain | 15/11/1960        | 1991-1996  | 87 (87)           | 2    | 10     | 0      |
| Yohan Brouckaert       | Belgique                         | ?                 | 30/10/1987        | 2006-2007  | 0 (0)             | 0    | 0      | 0      |
| Gust Brouwers          | Belgique                         | Défenseur         | 6/05/1907         | 1929-1932  | 0 (0)             | 0    | 0      | 0      |
| Martin Bruneel         | Belgique                         | ?                 | ?                 | 1983-1985  | 0 (0)             | 0    | 0      | 0      |
| Vincent Buron          | Belgique                         | ?                 | 3/12/1959         | 1983-1984  | 0 (0)             | 0    | 0      | 0      |

## C
| Joueur                     | Nationalité        | Position          | Date de naissance | Période(s)           | Matches (dont D1) | Buts | Jaunes | Rouges |
| -------------------------- | ------------------ | ----------------- | ----------------- | -------------------- | ----------------- | ---- | ------ | ------ |
| Claudio Caimi              | Argentine          | Attaquant         | 7/08/1967         | 1992-1993            | 23 (23)           | 5    | 2      | 0      |
| Ousmane N'Gom Camara       | Guinée             | Milieu de terrain | 26/05/1975        | 1995-1997            | 28 (28)           | 2    | 4      | 0      |
| Marco Casto                | Belgique           | Milieu de terrain | 2/06/1972         | 1997-2003            | 152 (152)         | 14   | 38     | 1      |
| Julien Catrain             | Belgique           | Défenseur         | 1/06/1984         | 2003-2004, 2005-2006 | 16 (16)           | 0    | 0      | 0      |
| Franco Cavicchio           | France             | Gardien de but    | 1/03/1969         | 1989-1992            | 29 (0)            | 1    | 0      | 0      |
| Bastien Chantry            | Belgique           | Milieu de terrain | 22/12/1984        | 2002-2010            | 74 (74)           | 2    | 5      | 0      |
| Jean-Philippe Charlet      | Belgique           | Milieu de terrain | 12/01/1982        | 1999-2008            | 125 (125)         | 0    | 25     | 3      |
| Geoffrey Claeys            | Belgique           | Défenseur         | 5/10/1974         | 2001-2005            | 79 (79)           | 6    | 21     | 1      |
| Rodriguez Cleiton De Sousa | Brésil             | Défenseur         | 10/10/1978        | 2000-2003            | 14 (14)           | 0    | 4      | 0      |
| Bruno Colin                | Belgique           | ?                 | 5/04/1961         | 1983-1984            | 0 (0)             | 0    | 0      | 0      |
| Alain Coquide              | Belgique           | ?                 | 7/10/1944         | 1974-1976            | 0 (0)             | 0    | 0      | 0      |
| Alejandro Cortell Palanca  | Espagne            | Attaquant         | 8/11/1990         | 2009-2010            | 2 (2)             | 0    | 0      | 0      |
| Carles Coto                | Espagne            | ?                 | 2/11/1987         | 2007-2008            | 21 (21)           | 2    | 1      | 0      |
| Tidiany Coulibaly          | Mali               | Milieu de terrain | 15/01/1984        | 2002-2005            | 34 (34)           | 0    | 2      | 0      |
| Bob Cousin                 | France             | Milieu de terrain | 4/11/1981         | 2004-2005            | 9 (9)             | 0    | 1      | 0      |
| Daniel Cremers             | Belgique           | ?                 | ?                 | 1966-1967            | 0 (0)             | 0    | 0      | 0      |
| Philippe Cremers           | Belgique           | ?                 | 8/03/1965         | 1984-1988            | 0 (0)             | 0    | 0      | 0      |
| David Crv                  | Belgique           | Milieu de terrain | 1/05/1977         | 2000-2002            | 24 (24)           | 0    | 6      | 0      |
| Adnan Čustović             | Bosnie-Herzégovine | Attaquant         | 16/04/1978        | 2005-2009            | 103 (103)         | 45   | 23     | 2      |

## D
| Joueur               | Nationalité                      | Position          | Date de naissance | Période(s) | Matches (dont D1) | Buts | Jaunes | Rouges |
| -------------------- | -------------------------------- | ----------------- | ----------------- | ---------- | ----------------- | ---- | ------ | ------ |
| Adriano Da Cruz      | Brésil                           | Défenseur         | 27/08/1974        | 1997-2000  | 8 (8)             | 0    | 1      | 0      |
| Eric Daels           | Belgique                         | Attaquant         | 4/08/1936         | 1965-1966  | 0 (0)             | 0    | 0      | 0      |
| Laurent Dauwe        | Belgique                         | Milieu de terrain | 16/01/1966        | 1994-1997  | 78 (78)           | 11   | 8      | 0      |
| Patrick De Baere     | Belgique                         | ?                 | 24/12/1964        | 1987-1988  | 0 (0)             | 0    | 0      | 0      |
| Marc De Buyser       | Belgique                         | Attaquant         | 13/11/1963        | 1995-1997  | 44 (13)           | 0    | 1      | 2      |
| Nico De Coninck      | Belgique                         | Défenseur         | 26/08/1973        | 1995-1997  | 24 (24)           | 0    | 4      | 0      |
| Erik De Koeyer       | Pays-Bas                         | Gardien de but    | 22/02/1967        | 1994-1998  | 90 (31)           | 0    | 3      | 1      |
| Koen De Vleeschauwer | Belgique                         | Défenseur         | 12/05/1971        | 1998-2005  | 179 (179)         | 14   | 39     | 2      |
| Sven De Volder       | Belgique                         | Gardien de but    | 9/03/1990         | 2008-2009  | 0 (0)             | 0    | 0      | 0      |
| Pascal De Vreese     | Belgique                         | Attaquant         | 15/05/1972        | 1993-1995  | 61 (0)            | 29   | 3      | 0      |
| Guy Debaisieux       | Belgique                         | ?                 | 5/09/1953         | 1980-1981  | 0 (0)             | 0    | 0      | 0      |
| Thomas Debenest      | France                           | Gardien de but    | 4/08/1973         | 1998-2000  | 8 (8)             | 0    | 0      | 0      |
| José Debreucq        | Belgique                         | ?                 | ?                 | 1966-1967  | 0 (0)             | 0    | 0      | 0      |
| Pierre Decaluwé      | Belgique                         | ?                 | 08/04/1949        | 1982-1984  | 0 (0)             | 0    | 0      | 0      |
| Benjamin Deceuninck  | Belgique                         | Gardien de but    | 25/06/1977        | 1994-1995  | 0 (0)             | 0    | 0      | 0      |
| Jean-Marc Degraeve   | Belgique                         | ?                 | 23/06/1959        | 1987-1988  | 0 (0)             | 0    | 0      | 0      |
| Mathieu Dejonckheere | Belgique                         | Milieu de terrain | 19/07/1985        | 2002-2004  | 9 (9)             | 0    | 3      | 0      |
| Benjamin Delacourt   | France                           | Défenseur         | 10/09/1985        | 2004-2006  | 1 (1)             | 0    | 0      | 0      |
| Fabien Delbeeke      | Belgique                         | Défenseur         | 13/03/1974        | 1994-1997  | 59 (59)           | 0    | 3      | 0      |
| Wouter Deman         | Belgique                         | ?                 | 15/01/1991        | 2009-2010  | 0 (0)             | 0    | 0      | 0      |
| York Demeulenaere    | Belgique                         | ?                 | 18/10/1962        | 1982-1985  | 0 (0)             | 0    | 0      | 0      |
| Rudy Demeyere        | Belgique                         | Gardien de but    | 12/07/1956        | 1982-1985  | 0 (0)             | 0    | 0      | 0      |
| Alain Denys          | Belgique                         | Attaquant         | 17/10/1956        | 1973-1984  | 345 (0)           | 248  | 0      | 0      |
| Zvonimir Deranja     | Croatie                          | Attaquant         | 22/09/1979        | 2007-2008  | 16 (16)           | 1    | 1      | 0      |
| Jean-Pierre Dernaut  | Belgique                         | ?                 | ?                 | 1966-1967  | 0 (0)             | 0    | 0      | 0      |
| Rodrigue Derycke     | Belgique                         | ?                 | 24/08/1973        | 1995-1996  | 8 (8)             | 0    | 2      | 0      |
| Michaël Descamps     | Belgique                         | Gardien de but    | 5/10/1984         | 2004-2008  | 1 (1)             | 0    | 0      | 0      |
| Frédéric Desclée     | Belgique                         | ?                 | 14/09/1975        | 1995-1997  | 4 (4)             | 0    | 0      | 0      |
| Julien Désiré        | Belgique                         | Milieu de terrain | 8/12/1987         | 2006-2007  | 0 (0)             | 0    | 0      | 0      |
| Frédérik Detaye      | Belgique                         | ?                 | ?                 | 1983-1984  | 0 (0)             | 0    | 0      | 0      |
| Jean-Pierre D'Hondt  | Belgique                         | ?                 | 8/01/1960         | 1988-1990  | 0 (0)             | 0    | 0      | 0      |
| Aliou Dia            | France                           | Défenseur         | 30/05/1990        | 2008-2010  | 2 (2)             | 0    | 0      | 1      |
| Mamadou Diakité      | Mali                             | Milieu de terrain | 22/05/1985        | 2008-2010  | 25 (25)           | 0    | 6      | 0      |
| Patrick Dimbala      | République démocratique du Congo | Attaquant         | 20/02/1982        | 2004-2006  | 57 (57)           | 7    | 3      | 0      |
| Willy Dooms          | Belgique                         | ?                 | ?                 | 1966-1967  | 0 (0)             | 0    | 0      | 0      |
| Jean-Félix Dorothée  | France                           | Défenseur         | 2/10/1981         | 2004-2007  | 41 (41)           | 1    | 4      | 0      |
| Gert Doumen          | Belgique                         | Gardien de but    | 24/06/1971        | 2000-2001  | 2 (2)             | 0    | 0      | 0      |
| Guy Droulez          | Belgique                         | ?                 | 23/09/1959        | 1985-1986  | 0 (0)             | 0    | 0      | 0      |
| Christophe Dubus     | Belgique                         | ?                 | 7/02/1955         | 1975-1987  | 0 (0)             | 0    | 0      | 0      |
| Steve Dugardein      | Belgique                         | Milieu de terrain | 28/01/1974        | 1991-2008  | 458 (458)         | 37   | 66     | 3      |
| Dennis Duinslaeger   | Belgique                         | Gardien de but    | 16/06/1982        | 2000-2003  | 3 (3)             | 0    | 0      | 0      |
| Olivier Dupont       | Belgique                         | ?                 | 4/01/1966         | 1989-1994  | 102 (0)           | 35   | 1      | 1      |
| André Duquenne       | Belgique                         | ?                 | 7/08/1953         | 1982-1986  | 0 (0)             | 0    | 0      | 0      |
| Bert Dusbaba         | Pays-Bas                         | Défenseur         | 16/07/1968        | 1991-1992  | 17 (0)            | 0    | 3      | 2      |

## E
| Joueur                     | Nationalité                      | Position          | Date de naissance | Période(s) | Matches (dont D1) | Buts | Jaunes | Rouges |
| -------------------------- | -------------------------------- | ----------------- | ----------------- | ---------- | ----------------- | ---- | ------ | ------ |
| Chemcedine El Araichi      | Maroc                            | Défenseur         | 18/05/1981        | 2008-2010  | 45 (45)           | 2    | 11     | 0      |
| Fayçal Mustapha El Idrissi | Maroc                            | Attaquant         | 16/11/1977        | 1997-2000  | 45 (45)           | 8    | 4      | 1      |
| Walter Elegeert            | Belgique                         | ?                 | 28/07/1941        | 1967-1968  | 0 (0)             | 0    | 0      | 0      |
| Trésor Empoke              | République démocratique du Congo | Attaquant         | 16/12/1982        | 1999-2004  | 18 (18)           | 0    | 3      | 0      |
| Jacob Ewane-Ebwelle        | Cameroun                         | Milieu de terrain | 11/02/1967        | 1991-1996  | 26 (26)           | 3    | 3      | 0      |
| Jean-Patrice Eyango        | Belgique                         | ?                 | 13/03/1966        | 1986-1990  | 0 (0)             | 0    | 0      | 0      |

## F
| Joueur             | Nationalité    | Position          | Date de naissance | Période(s) | Matches (dont D1) | Buts | Jaunes | Rouges |
| ------------------ | -------------- | ----------------- | ----------------- | ---------- | ----------------- | ---- | ------ | ------ |
| Kieran Felix       | France         | Défenseur         | 9/08/1990         | 2009-2010  | 2 (2)             | 0    | 0      | 0      |
| Karim Fellahi      | Algérie        | Milieu de terrain | 31/10/1974        | 2005-2008  | 55 (55)           | 8    | 6      | 1      |
| Yves Feys          | Belgique       | Gardien de but    | 16/01/1969        | 1997-2000  | 34 (34)           | 0    | 1      | 0      |
| Suad Filekovič     | Slovénie       | Défenseur         | 16/09/1978        | 2005-2006  | 20 (20)           | 2    | 6      | 0      |
| Guilherme Finkler  | Brésil         | Milieu de terrain | 24/09/1985        | 2006-2007  | 1 (1)             | 0    | 0      | 0      |
| Guillaume François | Belgique       | Milieu de terrain | 3/06/1990         | 2008-2010  | 22 (22)           | 2    | 1      | 0      |
| Bevan Fransman     | Afrique du Sud | Défenseur         | 31/10/1983        | 2002-2003  | 13 (13)           | 0    | 0      | 0      |

## G
| Joueur              | Nationalité | Position          | Date de naissance | Période(s) | Matches (dont D1) | Buts | Jaunes | Rouges |
| ------------------- | ----------- | ----------------- | ----------------- | ---------- | ----------------- | ---- | ------ | ------ |
| Damien Gallucci     | Belgique    | Milieu de terrain | 2/02/1986         | 2003-2004  | 1 (1)             | 0    | 0      | 0      |
| Leonardo Gaziano    | Belgique    | ?                 | 1/05/1969         | 1989-1993  | 45 (0)            | 7    | 4      | 1      |
| Dominique Geldhof   | Belgique    | ?                 | 13/05/1965        | 1986-1990  | 0 (0)             | 0    | 0      | 0      |
| Olivier Ghesquière  | Belgique    | ?                 | 10/04/1970        | 1993-1994  | 1 (1)             | 0    | 1      | 0      |
| Tony Giacco         | Belgique    | ?                 | 29/11/1965        | 1985-1988  | 0 (0)             | 0    | 0      | 0      |
| Filip Goeminne      | Belgique    | ?                 | 1/10/1965         | 1987-1990  | 0 (0)             | 0    | 0      | 0      |
| Dražen Govic        | Croatie     | Milieu de terrain | 29/04/1981        | 2007-2008  | 3 (3)             | 0    | 0      | 0      |
| Christophe Grégoire | Belgique    | Milieu de terrain | 20/04/1980        | 2000-2005  | 107 (107)         | 15   | 12     | 1      |
| Sébastien Grimaldi  | France      | Défenseur         | 10/09/1979        | 2005-2007  | 9 (9)             | 1    | 4      | 1      |
| David Grondin       | France      | Défenseur         | 8/05/1980         | 2005-2008  | 78 (78)           | 4    | 15     | 1      |
| Mickaël Grouwet     | Belgique    | ?                 | 4/02/1984         | 2002-2003  | 0 (0)             | 0    | 0      | 0      |

## H
| Joueur                        | Nationalité | Position          | Date de naissance | Période(s) | Matches (dont D1) | Buts | Jaunes | Rouges |
| ----------------------------- | ----------- | ----------------- | ----------------- | ---------- | ----------------- | ---- | ------ | ------ |
| Regis Haeck                   | Belgique    | ?                 | ?                 | 1966-1967  | 0 (0)             | 0    | 0      | 0      |
| Patrick Haeke                 | Belgique    | ?                 | 16/06/1958        | 1980-1984  | 0 (0)             | 0    | 0      | 0      |
| Romain Haghedooren            | Belgique    | ?                 | 28/09/1986        | 2004-2009  | 29 (29)           | 1    | 4      | 0      |
| Hamdi Harbaoui                | Tunisie     | Attaquant         | 5/01/1985         | 2007-2008  | 6 (6)             | 0    | 2      | 0      |
| Kevin Hatchi                  | France      | Défenseur         | 6/08/1981         | 2005-2007  | 44 (44)           | 2    | 7      | 1      |
| Jimmy Hempte                  | Belgique    | Défenseur         | 24/03/1982        | 2001-2006  | 17 (17)           | 0    | 1      | 0      |
| Carlos David Moreno Hernandez | Espagne     | Défenseur         | 14/06/1986        | 2009-2010  | 13 (13)           | 2    | 4      | 0      |
| Filip Himpe                   | Belgique    | ?                 | 9/08/1962         | 1985-1986  | 0 (0)             | 0    | 0      | 0      |
| Grégory Himpe                 | Belgique    | ?                 | 30/09/1971        | 1989-1991  | 0 (0)             | 0    | 0      | 0      |
| Jonathan Hochepied            | Belgique    | Gardien de but    | 19/08/1986        | 2006-2007  | 0 (0)             | 0    | 0      | 0      |
| Thomas Hovine                 | Belgique    | Milieu de terrain | 12/12/1990        | 2008-2010  | 5 (5)             | 0    | 1      | 0      |
| Jérémy Huyghebaert            | Belgique    | Défenseur         | 7/01/1989         | 2006-2008  | 4 (4)             | 0    | 0      | 0      |
| Karl Huyghelier               | Belgique    | ?                 | 2/10/1967         | 1992-1994  | 15 (15)           | 0    | 0      | 1      |

## I
| Joueur                | Nationalité | Position          | Date de naissance | Période(s) | Matches (dont D1) | Buts | Jaunes | Rouges |
| --------------------- | ----------- | ----------------- | ----------------- | ---------- | ----------------- | ---- | ------ | ------ |
| José Ilson dos Santos | Brésil      | Attaquant         | 29/11/1975        | 2005-2006  | 20 (20)           | 5    | 2      | 0      |
| Magalhaes Isaias      | Brésil      | Milieu de terrain | 29/11/1973        | 1997-1998  | 16 (16)           | 1    | 3      | 1      |

## J
| Joueur           | Nationalité | Position          | Date de naissance | Période(s) | Matches (dont D1) | Buts | Jaunes | Rouges |
| ---------------- | ----------- | ----------------- | ----------------- | ---------- | ----------------- | ---- | ------ | ------ |
| Stéphane Jacques | Belgique    | ?                 | 26/05/1966        | 1983-1987  | 0 (0)             | 0    | 0      | 0      |
| Nenad Jestrović  | Serbie      | Attaquant         | 9/05/1976         | 2000-2001  | 25 (25)           | 20   | 3      | 0      |
| Dick Jol         | Pays-Bas    | ?                 | 29/03/1956        | 1981-1982  | 0 (0)             | 0    | 0      | 0      |
| Vincas Jonaitis  | Belgique    | Milieu de terrain | 18/09/1975        | 1996-1997  | 0 (0)             | 0    | 0      | 0      |
| Pascal Juvene    | Belgique    | ?                 | ?                 | 1986-1987  | 0 (0)             | 0    | 0      | 0      |

## K
| Joueur            | Nationalité | Position          | Date de naissance | Période(s) | Matches (dont D1) | Buts | Jaunes | Rouges |
| ----------------- | ----------- | ----------------- | ----------------- | ---------- | ----------------- | ---- | ------ | ------ |
| Dariusz Kasperek  | Pologne     | Milieu de terrain | 24/05/1966        | 1990-1996  | 129 (129)         | 30   | 7      | 1      |
| Terence Kearns    | Belgique    | ?                 | 16/01/1962        | 1990-1992  | 41 (41)           | 9    | 1      | 0      |
| Alioune Kébé      | Sénégal     | Attaquant         | 24/11/1984        | 2006-2008  | 19 (19)           | 1    | 0      | 1      |
| Grégory Knockaert | Belgique    | ?                 | 17/02/1968        | 1987-1988  | 0 (0)             | 0    | 0      | 0      |
| Łukasz Kubik      | Pologne     | Milieu de terrain | 2/04/1978         | 2002-2003  | 13 (13)           | 1    | 1      | 0      |

## L
| Joueur             | Nationalité | Position          | Date de naissance | Période(s) | Matches (dont D1) | Buts | Jaunes | Rouges |
| ------------------ | ----------- | ----------------- | ----------------- | ---------- | ----------------- | ---- | ------ | ------ |
| Lionel Ladon       | Belgique    | Milieu de terrain | 2/11/1977         | 1997-2001  | 21 (21)           | 1    | 3      | 1      |
| Lorenzo Lai        | Belgique    | Attaquant         | 2/06/1985         | 2002-2005  | 7 (7)             | 0    | 1      | 0      |
| Philippe Lammelin  | Belgique    | ?                 | ?                 | 1982-1985  | 0 (0)             | 0    | 0      | 0      |
| Bruno Landsheere   | Belgique    | ?                 | 14/05/1968        | 1985-1987  | 0 (0)             | 0    | 0      | 0      |
| André Lannoy       | France      | Gardien de but    | 1/03/1945         | 1964-1967  | 0 (0)             | 0    | 0      | 0      |
| Julien Lauwers     | Belgique    | ?                 | ?                 | 1966-1967  | 0 (0)             | 0    | 0      | 0      |
| Axel Lawarée       | Belgique    | Attaquant         | 9/10/1973         | 1998-2001  | 47 (47)           | 15   | 0      | 0      |
| Stephen Laybutt    | Australie   | Défenseur         | 3/09/1977         | 2003-2004  | 30 (30)           | 1    | 5      | 1      |
| Alexandre Lecomte  | France      | Attaquant         | 22/06/1980        | 2004-2005  | 22 (22)           | 1    | 4      | 0      |
| Morgan Lefebvre    | Belgique    | ?                 | 26/07/1988        | 2008-2009  | 0 (0)             | 0    | 0      | 0      |
| Bernard Lefevre    | Belgique    | ?                 | 3/04/1964         | 1991-1998  | 1 (1)             | 0    | 0      | 0      |
| Dominique Lemoine  | Belgique    | Milieu de terrain | 12/03/1966        | 1992-1997  | 127 (127)         | 41   | 6      | 1      |
| Danny Lenie        | Belgique    | Défenseur         | 17/10/1967        | 1996-1998  | 36 (36)           | 4    | 1      | 0      |
| Steven Lepers      | Belgique    | Gardien           | 12/04/1968        | 1987-1988  | 0 (0)             | 0    | 0      | 0      |
| Guillaume Lépine   | France      | Défenseur         | 19/01/1985        | 2003-2004  | 6 (6)             | 0    | 0      | 0      |
| Christophe Lepoint | Belgique    | Milieu de terrain | 24/10/1984        | 2008-2009  | 29 (29)           | 5    | 8      | 1      |
| Damir Lesjak       | Croatie     | Défenseur         | 31/03/1967        | 1996-1999  | 61 (61)           | 3    | 8      | 3      |
| Maxime Lestienne   | Belgique    | Milieu de terrain | 17/06/1992        | 2008-2010  | 20 (20)           | 3    | 2      | 0      |
| Nicolas Liard      | Belgique    | ?                 | 10/05/1968        | 1986-1987  | 0 (0)             | 0    | 0      | 0      |
| Albert Libbrecht   | Belgique    | ?                 | 21/01/1948        | 1974-1975  | 0 (0)             | 0    | 0      | 0      |
| André Libon        | Belgique    | ?                 | 17/05/1949        | 1971-1984  | 0 (0)             | 0    | 0      | 0      |
| Gilbert Libon      | Belgique    | ?                 | 16/04/1944        | 1964-1969  | 0 (0)             | 0    | 0      | 0      |
| Nicolas Lopes      | Belgique    | ?                 | 13/06/1974        | 1991-1992  | 0 (0)             | 0    | 0      | 0      |
| Grégory Lorenzi    | France      | Défenseur         | 17/12/1983        | 2003-2005  | 48 (48)           | 2    | 9      | 0      |
| Jean-Louis Losfeld | Belgique    | ?                 | 24/01/1967        | 1985-1987  | 0 (0)             | 0    | 0      | 0      |
| Patrice Luzi       | France      | Gardien de but    | 8/07/1980         | 2005-2007  | 26 (26)           | 0    | 2      | 0      |

## M
| Joueur                    | Nationalité                      | Position          | Date de naissance | Période(s) | Matches (dont D1) | Buts | Jaunes | Rouges |
| ------------------------- | -------------------------------- | ----------------- | ----------------- | ---------- | ----------------- | ---- | ------ | ------ |
| Robert Maah               | France                           | Attaquant         | 25/03/1985        | 2009-2010  | 12 (12)           | 2    | 1      | 0      |
| Pieter Maes               | Belgique                         | Milieu de terrain | 19/07/1976        | 2003-2004  | 0 (0)             | 0    | 0      | 0      |
| Ricardo Magro             | Belgique                         | ?                 | 3/09/1982         | 2004-2006  | 15 (15)           | 0    | 1      | 0      |
| Tonci Martić              | Belgique                         | ?                 | 23/11/1972        | 1997-2005  | 181 (181)         | 20   | 27     | 3      |
| Christophe Martin         | Belgique                         | Gardien de but    | 21/02/1975        | 2003-2008  | 20 (20)           | 0    | 0      | 1      |
| Gilbert Massock           | Cameroun                         | Attaquant         | 5/06/1977         | 1996-1997  | 2 (2)             | 0    | 0      | 0      |
| Jacques Mazi              | Belgique                         | ?                 | 4/08/1966         | 1987-1990  | 0 (0)             | 0    | 0      | 0      |
| Luc Messelis              | Belgique                         | ?                 | 26/05/1956        | 1984-1990  | 0 (0)             | 0    | 0      | 0      |
| Eddy Mestdagh             | Belgique                         | ?                 | 8/03/1953         | 1988-1991  | 28 (0)            | 1    | 5      | 0      |
| Pascal Mestdagh           | Belgique                         | ?                 | 10/04/1970        | 1995-1997  | 8 (8)             | 0    | 0      | 0      |
| Manuel Micó Yébana        | Espagne                          | Défenseur         | 18/07/1986        | 2009-2010  | 6 (6)             | 0    | 1      | 0      |
| Dejan Mitrović            | Serbie                           | Milieu de terrain | 10/02/1973        | 2000-2002  | 45 (45)           | 7    | 5      | 1      |
| Rade Mojović              | Yougoslavie                      | Milieu de terrain | 1/06/1971         | 1996-1997  | 3 (3)             | 0    | 0      | 0      |
| Bonsey Filston Mongu-Nkoy | République démocratique du Congo | Défenseur         | 20/07/1981        | 1998-2004  | 27 (27)           | 0    | 5      | 2      |
| Yvan Moock                | Belgique                         | ?                 | 31/03/1960        | 1988-1994  | 116 (0)           | 7    | 10     | 0      |
| Dominique Moreau          | Belgique                         | ?                 | 13/10/1960        | 1982-1993  | 36 (0)            | 0    | 1      | 0      |
| Émile Mpenza              | Belgique                         | ?                 | 4/07/1978         | 1996-1997  | 31 (31)           | 12   | 3      | 0      |
| Mbo Mpenza                | Belgique                         | ?                 | 4/12/1976         | 1996-2004  | 91 (91)           | 38   | 5      | 0      |

## N
| Joueur           | Nationalité                      | Position          | Date de naissance | Période(s) | Matches (dont D1) | Buts | Jaunes | Rouges |
| ---------------- | -------------------------------- | ----------------- | ----------------- | ---------- | ----------------- | ---- | ------ | ------ |
| Frank Neve       | Belgique                         | Attaquant         | 4/03/1963         | 1985-1989  | 0 (0)             | 73   | 0      | 0      |
| Michaël Niçoise  | France                           | Milieu de terrain | 19/09/1984        | 2006-2008  | 25 (25)           | 2    | 2      | 0      |
| Dejan Nikolić    | Yougoslavie                      | Milieu de terrain | 27/04/1969        | 1996-1998  | 29 (29)           | 1    | 3      | 1      |
| Nenad Nonković   | Yougoslavie                      | Milieu de terrain | 1/10/1970         | 1996-1997  | 0 (0)             | 0    | 0      | 0      |
| Alain Nottebaert | Belgique                         | ?                 | 27/04/1952        | 1974-1975  | 0 (0)             | 0    | 0      | 0      |
| Patrice Noukeu   | Cameroun                         | Milieu de terrain | 22/11/1982        | 2004-2007  | 61 (61)           | 8    | 13     | 3      |
| Polo Nzuzi       | République démocratique du Congo | Attaquant         | 16/09/1980        | 1997-2001  | 37 (37)           | 3    | 1      | 1      |

## O
| Joueur               | Nationalité | Position  | Date de naissance | Période(s) | Matches (dont D1) | Buts | Jaunes | Rouges |
| -------------------- | ----------- | --------- | ----------------- | ---------- | ----------------- | ---- | ------ | ------ |
| Jean-François Olieux | Belgique    | ?         | 10/01/1968        | 1986-1987  | 0 (0)             | 0    | 0      | 0      |
| Idir Ouali           | Algérie     | Attaquant | 21/05/1988        | 2006-2010  | 56 (56)           | 11   | 3      | 1      |
| Mustapha Oussalah    | Maroc       | Défenseur | 19/02/1982        | 2005-2009  | 65 (65)           | 8    | 15     | 0      |

## P
| Joueur                      | Nationalité | Position          | Date de naissance | Période(s) | Matches (dont D1) | Buts | Jaunes | Rouges |
| --------------------------- | ----------- | ----------------- | ----------------- | ---------- | ----------------- | ---- | ------ | ------ |
| Fabian Paermentier          | Belgique    | ?                 | 30/12/1962        | 1982-1986  | 0 (0)             | 0    | 0      | 0      |
| Jacobo María Ynclán Pajares | Espagne     | Milieu de terrain | 4/02/1984         | 2007-2008  | 0 (0)             | 0    | 0      | 0      |
| Miguel Palencia Calvo       | Espagne     | Défenseur         | 2/01/1984         | 2007-2008  | 1 (1)             | 0    | 0      | 0      |
| Marian Pamula               | Belgique    | ?                 | ?                 | 1969-1970  | 0 (0)             | 0    | 0      | 0      |
| Kévin Pecqueux              | Belgique    | Défenseur         | 9/02/1982         | 1999-2005  | 28 (28)           | 0    | 2      | 0      |
| Sébastien Perracchio        | Belgique    | ?                 | 1/02/1983         | 2001-2002  | 0 (0)             | 0    | 0      | 0      |
| Luigi Pieroni               | Belgique    | Attaquant         | 8/09/1980         | 2003-2004  | 30 (30)           | 28   | 2      | 0      |
| Tommaso Pieroni             | Belgique    | Milieu de terrain | 8/05/1987         | 2009-2010  | 0 (0)             | 0    | 0      | 0      |
| Frédéric Pierre             | Belgique    | ?                 | 23/02/1974        | 1997-1999  | 48 (48)           | 12   | 4      | 3      |
| René Popelier               | Belgique    | Milieu de terrain | 26/04/1941        | 1965-1967  | 0 (0)             | 0    | 0      | 0      |
| Éric Prez                   | Belgique    | ?                 | ?                 | 1966-1967  | 0 (0)             | 0    | 0      | 0      |

## R
| Joueur          | Nationalité    | Position  | Date de naissance | Période(s) | Matches (dont D1) | Buts | Jaunes | Rouges |
| --------------- | -------------- | --------- | ----------------- | ---------- | ----------------- | ---- | ------ | ------ |
| Gino Raes       | Belgique       | ?         | 24/06/1964        | 1989-1992  | 28 (0)            | 10   | 2      | 0      |
| Giovanne Rector | Afrique du Sud | Attaquant | 27/01/1982        | 2001-2003  | 10 (10)           | 0    | 0      | 0      |
| Michel Remacle  | Belgique       | ?         | 1/01/1962         | 1983-1984  | 0 (0)             | 0    | 0      | 0      |
| Pascal Renier   | Belgique       | Défenseur | 3/08/1971         | 2002-2003  | 7 (7)             | 0    | 2      | 0      |
| Orazio Russo    | Belgique       | Attaquant | 4/08/1978         | 1996-1997  | 2 (2)             | 0    | 0      | 0      |

## S
| Joueur                     | Nationalité    | Position          | Date de naissance | Période(s)           | Matches (dont D1) | Buts | Jaunes | Rouges |
| -------------------------- | -------------- | ----------------- | ----------------- | -------------------- | ----------------- | ---- | ------ | ------ |
| Bossilia Sakanoko          | Côte d'Ivoire  | Attaquant         | 3/06/1985         | 2008-2010            | 21 (21)           | 1    | 3      | 0      |
| José Antonio Salcedo       | Espagne        | Gardien de but    | 1/10/1990         | 2009-2010            | 5 (5)             | 0    | 0      | 0      |
| Fransisco Sanchez D'Avolio | Belgique       | Milieu de terrain | 16/05/1986        | 2002-2008            | 97 (97)           | 4    | 5      | 0      |
| Patrick Santelé            | Belgique       | ?                 | 9/09/1956         | 1984-1990            | 0 (0)             | 0    | 0      | 0      |
| Jérémy Sapina              | France         | Défenseur         | 1/02/1985         | 2007-2010            | 59 (59)           | 1    | 11     | 3      |
| Marc Schaessens            | Belgique       | Milieu de terrain | 14/09/1968        | 2004-2005            | 9 (9)             | 1    | 1      | 0      |
| Andrea Schifano            | Belgique       | Attaquant         | 10/02/1991        | 2009-2010            | 3 (3)             | 0    | 0      | 0      |
| Douglas Sequeira           | Costa Rica     | Défenseur         | 23/08/1977        | 1997-1999            | 0 (0)             | 0    | 0      | 0      |
| Marc Seynaeve              | Belgique       | Défenseur         | 22/09/1956        | 1979-1984            | 0 (0)             | 0    | 0      | 0      |
| Giovanni Seynhaeve         | Belgique       | Défenseur         | 21/07/1976        | 1993-2001            | 97 (97)           | 7    | 10     | 1      |
| Stephan Seynhaeve          | Belgique       | attaquant         | 10/03/1958        | 1982-1984            | 72 (0)            | 43   | 0      | 0      |
| Ermin Šiljak               | Slovénie       | Attaquant         | 11/05/1973        | 2004-2006            | 19 (19)           | 7    | 0      | 0      |
| Timothy Simal              | Belgique       | Gardien de but    | 2/02/1988         | 2005-2007            | 0 (0)             | 0    | 0      | 0      |
| Asanda Sishuba             | Afrique du Sud | Attaquant         | 13/04/1980        | 2002-2003, 2008-2009 | 68 (62)           | 2    | 3      | 0      |
| Stjepan Skočibušić         | Croatie        | Défenseur         | 10/06/1979        | 2004-2006            | 12 (12)           | 0    | 1      | 0      |
| Ján Slovenčiak             | Slovaquie      | Gardien de but    | 5/11/1981         | 2008-2009            | 6 (6)             | 0    | 1      | 0      |
| Pierre Sory                | Belgique       | ?                 | 23/05/1957        | 1975-1976            | 0 (0)             | 0    | 0      | 0      |
| Djibril Soumah             | Guinée         | Milieu de terrain | 24/12/1979        | 1997-1998            | 1 (1)             | 0    | 0      | 0      |
| Abdoulaye Soumare          | France         | Attaquant         | 7/11/1980         | 2004-2005            | 4 (4)             | 0    | 0      | 0      |
| Laurent Stellian           | Belgique       | ?                 | 29/10/1964        | 1983-1989            | 0 (0)             | 0    | 0      | 0      |
| Vincent Stiennes           | Belgique       | ?                 | 8/12/1975         | 1994-1996            | 8 (0)             | 0    | 0      | 0      |
| Dirk Stock                 | Belgique       | ?                 | 24/02/1964        | 1990-1992            | 54 (0)            | 5    | 5      | 0      |
| Alin Stoica                | Roumanie       | Milieu de terrain | 10/12/1979        | 2008                 | 5 (5)             | 0    | 0      | 0      |

## T
| Joueur                    | Nationalité   | Position          | Date de naissance | Période(s)           | Matches (dont D1) | Buts | Jaunes | Rouges |
| ------------------------- | ------------- | ----------------- | ----------------- | -------------------- | ----------------- | ---- | ------ | ------ |
| Stefaan Tanghe            | Belgique      | Milieu de terrain | 15/01/1972        | 1997-2000            | 81 (81)           | 27   | 5      | 0      |
| Gilberto Tavares Da Silva | Brésil        | Défenseur         | 5/06/1984         | 2005-2006            | 7 (7)             | 1    | 0      | 0      |
| Alexandre Teklak          | Belgique      | Défenseur         | 16/08/1975        | 1999-2005, 2006-2009 | 235 (235)         | 2    | 45     | 4      |
| Jean-Pierre Thibaut       | Belgique      | ?                 | 15/11/1963        | 1991-1996            | 80 (0)            | 2    | 4      | 0      |
| Francis Thorrez           | Belgique      | ?                 | ?                 | 1966-1967            | 0 (0)             | 0    | 0      | 0      |
| Ivica Todorov             | Yougoslavie   | ?                 | 4/07/1950         | 1976-1977            | 0 (0)             | 0    | 0      | 0      |
| Adolph Tohoua             | Côte d'Ivoire | Attaquant         | 9/12/1983         | 2006-2007            | 18 (18)           | 1    | 1      | 0      |
| Bertin Tomou              | Cameroun      | Attaquant         | 8/08/1978         | 2006-2008            | 52 (52)           | 18   | 6      | 1      |
| Jany Torreele             | Belgique      | ?                 | 5/07/1965         | 1989-1992            | 17 (0)            | 1    | 1      | 0      |
| Geoffray Toyes            | France        | Défenseur         | 18/05/1973        | 2005-2008            | 80 (80)           | 2    | 12     | 0      |
| Marvin Turcan             | France        | Milieu de terrain | 21/11/1990        | 2008-2009            | 1 (1)             | 0    | 0      | 0      |
| Krzysztof Tyma            | Pologne       | ?                 | 3/01/1980         | 1998-2000            | 0 (0)             | 0    | 0      | 0      |

## V
| Joueur                    | Nationalité | Position          | Date de naissance | Période(s)           | Matches (dont D1) | Buts | Jaunes | Rouges |
| ------------------------- | ----------- | ----------------- | ----------------- | -------------------- | ----------------- | ---- | ------ | ------ |
| Julien Van De Keere       | Belgique    | ?                 | 6/08/1959         | 1990-1991            | 10 (0)            | 0    | 0      | 0      |
| Donald Van Durme          | Belgique    | Défenseur         | 23/08/1967        | 1995-2000            | 92 (92)           | 9    | 13     | 3      |
| Daan Van Gijseghem        | Belgique    | Défenseur         | 2/03/1988         | 2004-2009            | 112 (112)         | 1    | 17     | 0      |
| Karel Van Menen           | Belgique    | ?                 | ?                 | 1982-1984            | 0 (0)             | 0    | 0      | 0      |
| Jean-Marie Van Poucke     | Belgique    | ?                 | 15/08/1957        | 1984-1986            | 0 (0)             | 0    | 0      | 0      |
| Bart Van Santen           | Belgique    | ?                 | 13/04/1964        | 1989-1991            | 26 (0)            | 3    | 0      | 0      |
| Gil Vandenbrouck          | Belgique    | ?                 | 28/04/1959        | 1982-1986            | 0 (0)             | 0    | 0      | 0      |
| Geoffrey Vandendorpe      | Belgique    | Milieu de terrain | 5/11/1974         | 1993-1997            | 62 (3)            | 1    | 4      | 0      |
| Franky Vandendriessche    | Belgique    | Gardien de but    | 7/04/1971         | 1998-2005            | 200 (200)         | 0    | 4      | 0      |
| Jean-Pierre Vanderghinste | Belgique    | ?                 | 19/09/1955        | 1979-1981            | 0 (0)             | 0    | 0      | 0      |
| Yves Vanderhaeghe         | Belgique    | Milieu de terrain | 30/01/1970        | 1992-2000            | 137 (137)         | 22   | 20     | 3      |
| Gonzague Vandooren        | Belgique    | Défenseur         | 17/08/1979        | 1997-2000, 2008-2009 | 125 (125)         | 16   | 11     | 2      |
| Kurt Vandoorne            | Belgique    | Gardien de but    | 6/09/1975         | 2000-2003            | 24 (24)           | 0    | 0      | 0      |
| Gautier Vanhonacker       | Belgique    | ?                 | 26/11/1978        | 1996-1997            | 0 (0)             | 0    | 0      | 0      |
| Dimitri Velegan           | Belgique    | Milieu de terrain | 2/04/1992         | 2009-2010            | 0 (0)             | 0    | 0      | 0      |
| Eddy Verbeeck             | Belgique    | ?                 | 7/10/1969         | 1987-1997            | 161 (1)           | 2    | 17     | 2      |
| Christophe Vercruysse     | Belgique    | ?                 | 30/04/1965        | 1986-1987            | 0 (0)             | 0    | 0      | 0      |
| Bastien Vermeulen         | Belgique    | ?                 | 27/04/1974        | 1992-1996            | 8 (8)             | 0    | 1      | 0      |
| Jules Verriest            | Belgique    | Milieu de terrain | 19/05/1946        | 1981-1982            | 0 (0)             | 0    | 0      | 0      |
| Pascal Verriest           | Belgique    | ?                 | 25/01/1965        | 1986-1988            | 0 (0)             | 0    | 0      | 0      |
| Piet Verschelde           | Belgique    | Attaquant         | 3/11/1964         | 1993-1996            | 105 (0)           | 85   | 10     | 1      |
| Claude Verspaille         | Belgique    | Défenseur         | 21/07/1964        | 1994-1999            | 93 (73)           | 10   | 7      | 0      |
| Johan Verstraete          | Belgique    | ?                 | 9/12/1962         | 1986-1993            | 63 (0)            | 3    | 4      | 2      |
| Gordan Vidovic            | Belgique    | Défenseur         | 23/06/1968        | 1995-2004            | 185 (185)         | 45   | 26     | 2      |
| Richard Vlcek             | Belgique    | ?                 | 1/09/1968         | 1992-1995            | 76 (0)            | 1    | 12     | 2      |
| Mark Volders              | Belgique    | Gardien de but    | 13/04/1977        | 2006-2010            | 93 (93)           | 0    | 7      | 0      |

## W
| Joueur            | Nationalité | Position          | Date de naissance | Période(s) | Matches (dont D1) | Buts | Jaunes | Rouges |
| ----------------- | ----------- | ----------------- | ----------------- | ---------- | ----------------- | ---- | ------ | ------ |
| Jonathan Walasiak | Belgique    | Milieu de terrain | 23/10/1982        | 2007-2010  | 29 (29)           | 2    | 6      | 0      |
| Neil Wilson       | Belgique    | ?                 | 4/08/1968         | 1989-1990  | 0 (0)             | 0    | 0      | 0      |
| Marc Wuyts        | Belgique    | Attaquant         | 12/09/1967        | 1998-2000  | 19 (19)           | 4    | 3      | 0      |

## Y
| Joueur                   | Nationalité | Position          | Date de naissance | Période(s) | Matches (dont D1) | Buts | Jaunes | Rouges |
| ------------------------ | ----------- | ----------------- | ----------------- | ---------- | ----------------- | ---- | ------ | ------ |
| Jean-Baptiste Yakassongo | Belgique    | Milieu de terrain | 20/03/1989        | 2008-2010  | 2 (2)             | 0    | 0      | 0      |

## Z
| Joueur          | Nationalité | Position  | Date de naissance | Période(s)      | Matches (dont D1) | Buts | Jaunes | Rouges |
| --------------- | ----------- | --------- | ----------------- | --------------- | ----------------- | ---- | ------ | ------ |
| Antonio Zerra   | Belgique    | ?         | 5/09/1975         | 1993-1994       | 0 (0)             | 0    | 0      | 0      |
| Marcin Żewłakow | Pologne     | Attaquant | 22/04/1976        | 1999-2005, 2006 | 189 (189)         | 80   | 23     | 2      |
| Michał Żewłakow | Pologne     | Défenseur | 22/04/1976        | 1999-2002       | 94 (94)           | 1    | 9      | 0      |
| Monseff Znagui  | Belgique    | Attaquant | 30/01/1991        | 2009-2010       | 0 (0)             | 0    | 0      | 0      |
| Ivica Zuljevic  | Croatie     | Attaquant | 24/05/1980        | 2005-2006       | 0 (0)             | 0    | 0      | 0      |

### Sources
- (nl) « Liste des joueurs du club », sur Belgian Soccer Database